# 宇垣美里のビューティフルアンサンブル
『Qoo10 presents 宇垣美里のビューティフル アンサンブル』（キューテンプレゼンツ うがきみさとのビューティフル  アンサンブル）はニッポン放送で2020年11月14日から2021年3月27日まで放送された情報番組。

## 番組概要
ニッポン放送はラテ兼営（事実上）のTBSテレビの元アナウンサーであった、フリーアナウンサーの宇垣美里を2019年6月の聴取率調査週間時に『宇垣美里のオールナイトニッポン』を編成した事をキッカケに、翌2020年下半期番組編成にて、宇垣を起用した情報番組を編成。宇垣は同局にて初めてのレギュラー番組となった。
番組構成は、宇垣が日々気になっているモノや最近ハマっている事柄を伝えながら、自身が大好きなコスメやファッションを紹介し、いろいろな“美しい”アンサンブルを奏でる事をコンセプトに掲げ、番組放送中には、「ビューティフォーカス」と言う、宇垣がスポンサーである「Qoo10」のWebサイト上で勧めるコスメ製品を紹介するコーナーも存在する。

## 出演者

### パーソナリティ
- 宇垣美里（フリーアナウンサー、元TBSテレビアナウンサー） - 2020年11月14日 - 2021年3月27日

## 放送時間
- 土曜 21:00 - 21:10 - 2020年11月14日 -　2021年3月27日